# 马鞍山森林公园 (武汉)
武汉市马鞍山森林公园是湖北省武汉市的一个森林公园，可乘武汉公交702路前往。园内有山名曰马鞍山。公园于1993年11月开始规划，1994年11月动工建设，1995年5月完工。

## 脚注
1. ↑  .   [2012-09-14]. （原始内容存档于2013-05-10）.